# Acronicta dolorosa
Acronicta dolorosa är en fjärilsart som beskrevs av Dyar 1904. Acronicta dolorosa ingår i släktet Acronicta och familjen nattflyn. Inga underarter finns listade i Catalogue of Life.